# Municipio de North Towanda
El municipio de North Towanda (en inglés: North Towanda Township) es un municipio ubicado en el condado de Bradford en el estado estadounidense de Pensilvania. En el año 2000 tenía una población de 927 habitantes y una densidad poblacional de 40.4 personas por km².

## Geografía
El municipio de North Towanda se encuentra ubicado en las coordenadas 41°47′12″N 76°29′17″O / 41.78667, -76.48806.

## Demografía
Según la Oficina del Censo en 2000 los ingresos medios por hogar en la localidad eran de $31,641 y los ingresos medios por familia eran $53,375. Los hombres tenían unos ingresos medios de $38,125 frente a los $24,375 para las mujeres. La renta per cápita para la localidad era de $22,494. Alrededor del 12,4% de la población estaban por debajo del umbral de pobreza.